# Cneo Minicio Faustino (cónsul 91)
Cneo Minicio Faustino (en latín: Gnaeus Minicius Faustinus) fue un político y senador del Imperio romano en el siglo I.

## Carrera política
En 91 fue cónsul sufecto junto con Publio Valerio Marino.

## Descendencia
Fue el padre de Cneo Minicio Faustino (cónsul 117).